# Bernd Pfarr
Bernd Pfarr (* 11. November 1958 in Frankfurt am Main; † 6. Juli 2004 in Köln) war ein deutscher Maler und Comiczeichner.

## Leben
Bernd Pfarr studierte an der Hochschule für Gestaltung in Offenbach und zeichnete seit 1978 Cartoons und Illustrationen für verschiedene Zeitschriften und Verlage, so für das Zeit-Magazin. Bekannt wurde er besonders durch seine Cartoonfigur Sondermann, die während vieler Jahre regelmäßig in der Satirezeitschrift Titanic erschien, und durch seine Gemälde, die ihre humoristische Note typischerweise durch die Bildunterschriften erhielten (siehe auch Komische Kunst). Zahlreiche Sammlungen seiner Cartoons und Gemälde sowie eine kleine Anzahl Comics erschienen in Buchform. Zusammen mit Hans Zippert veröffentlichte er außerdem den Bildband Wenn Tiere verreisen (2003).
Bernd Pfarr widmete sich neben der Zeichnerei auch der großformatigen Malerei in Acryl. Hier entwickelte er einen einzigartigen Stil voller surrealer und komischer Elemente. Daneben war er Sammler von Spielzeugautos mit Schwerpunkt auf der Zeit von 1920 bis 1935. 2001 zeichnete er für einen Bildband verantwortlich, in dem er 221 Beispiele aus seiner eigenen und aus fremden Sammlungen vorstellte.
Er lebte mit seiner Frau Gabriele in Frankfurt am Main und in Südfrankreich und hatte einen Sohn. Im Alter von 45 Jahren starb er an Lymphdrüsenkrebs.
Nach Auffassung von Robert Gernhardt, selbst Autor komischer Zeichnungen und Texte, hat Bernd Pfarr, trotz 25 Jahren Überlebenskampf gegen sein Krebsleiden, „[…] den Gegenbeweis der These geliefert, ein schweres Leben müsse schwere Kunst mit sich ziehen“. Er habe „[…] Sachen in Cartoons gebracht, die dort nichts verloren haben. Das Licht, diese extreme Architektur, die Hintergründe. Die Bilder bleiben spannend“. Der Frankfurter Kulturdezernent Hans-Bernhard Nordhoff meint weiter, dass seine Cartoonfigur Sondermann auf „sehr eigene Art den Alltag aufgenommen und jenseits des Alltäglichen eine Interpretation per Zeichenschrift gegeben“ habe. Patrick Bahners schrieb anlässlich des Todes von Bernd Pfarr, dieser sei „[…] ein Meister der Balance, der Harmonie von Tönen und Stimmungen“ gewesen. „Eine solche Wiedererschaffung des Klassischen war wohl nur in der vermeintlich niederen Kunst der komischen Zeichnung und Malerei möglich“.
Nach seinem Tod übergab Gabriele Roth-Pfarr dem Landesmuseum für Kunst und Kulturgeschichte Oldenburg rund 180 Blechspielzeuge als Dauerleihgabe. Diese zeigte das Museum vom 5. Februar bis zum 30. April 2017 in der Sonderausstellung „Faszination Bewegtes Blech – Sammlerspielzeug des 20. Jahrhunderts“. Eine Reihe von Blechspielzeugen aus der Sammlung Bernd Pfarrs sowie fünf von ihm angefertigte Acrylgemälde sind in der Dauerausstellung im Oldenburger Schloss zu sehen.

## Preis
Ihm und seiner bekanntesten Figur Sondermann zu Ehren wurde 2004 der Kunstpreis „Bernd-Pfarr-Sondermann für Komische Kunst“ ins Leben gerufen, der Comics und Werke der Komischen Kunst auszeichnet. Von 2004 bis 2012 wurde der Preis von der Frankfurter Buchmesse gemeinsam mit der „Frankfurter Rundschau“ und dem Fachportal „Comicforum“ vergeben. Seit 2012 wird der Preis durch den gemeinnützigen Verein Sondermann e. V. vergeben, dem auch die Erben Bernd Pfarrs angehören. Der Preis ist mit insgesamt 7000 Euro dotiert.

## Werke

### Einzelwerke
- Bernd Pfarr – Erwachsenencomics aus deutschen Landen. Band 2, Volksverlag, 1984, ISBN 3-88631-166-X.
- Dulle – schwer genervt. Semmel Verlach, 1985, ISBN 3-922969-28-3.
- Ich liebe Dich. Semmel Verlach, 1985, ISBN 3-922969-25-9.
- Nächte wie Samt. Semmel Verlach, 1987, ISBN 3-922969-47-X.
- Sondermann schlägt zu. Eichborn, 1991, ISBN 3-8218-2126-4.
- Dulle. Edition Kunst des Comics, 1992, ISBN 3-923102-71-2.
- Hundeleben. Eichborn, 1992, ISBN 3-8218-2094-2.
- Alle lieben Sondermann. Eichborn, 1993, ISBN 3-8218-2127-2.
- Komische Bilder. Steidl, 1996, ISBN 3-88243-663-8.
- Der doppelte Sondermann. Knaur, 1997, ISBN 3-426-73057-X.
- Gefährlicher Alltag. Edition Moderne, 1998, ISBN 3-907055-19-5.
- Eines Tages war Zeus das Blitzeschleudern leid. Zweitausendeins, 1998, ISBN 3-86150-280-1.
- Alex der Rabe. Edition Moderne, 1999, ISBN 3-86150-280-1.
- Engel & anderes Geflügel 7 – Ein Adventskalender zum Aufschnippeln. Rowohlt, 2000.
- Rollendes Blech, Spielzeugautos und -motorräder von 1920–1935. Hier und Jetzt, 2001, ISBN 3-906419-27-4.
- Helden von Heute. Edition Moderne, 2001, ISBN 3-907055-49-7.
- Fahrvergnügen. Kein & Aber, 2002, ISBN 3-0369-5212-8.
- Sondermann im Glück. Zweitausendeins, 2002, ISBN 3-86150-445-6.
- Die Herren der Schöpfung. Edition Büchergilde, 2006, ISBN 978-3-7632-5712-6.
- Sondermann. Steidl, 2007, ISBN 978-3-86521-335-8, hrsg. von Gabriele Roth-Pfarr
- Die wilde Schönheit der Auslegeware: Das komische Universum des Bernd Pfarr. Carlsen, 2018, ISBN 978-3-551-72879-1.
- Sondermann kommt gross heraus. 2 Bände. Carlsen, 2018, ISBN 978-3-551-72950-7.

### Illustrationen
- Das fremde Haus (Michael Gutmann). Semmel Verlach, 1987, ISBN 3-922969-50-X
- Jobsuche – Informationen, Tips und Strategien (Peter Köster). Beltz, 1987, ISBN 3-407850-66-2
- Der weise Professor von Katastroff und sein Kater Attila (John Saxby). Hanser, 1997, ISBN 3-446185-52-6
- Sonst noch was (Elke Heidenreich). Hanser, 1999, ISBN 3-446197-42-7
- „Das geht alles von Ihrer Zeit ab!“ (Piet Klocke). Knaur, 2000, ISBN 3-426616-02-5
- Also... Die letzten Kolumnen aus „Brigitte“ (Elke Heidenreich). Rowohlt, 2001, ISBN 978-3-499229-43-5
- Mittelpünktchens Reise um die Welt (Zoë Jenny). Hanser, 2001, ISBN 978-3-446200-06-7
- Häuptling eigener Herd – Heft 11. Edition Vincent Klink, 2002, hrsg. von Vincent Klink und Wiglaf Droste
- Federseel (Ralf Schlatter). Kein & Aber, 2002, ISBN 978-3-036951-02-7
- Wenn Tiere verreisen (Hans Zippert). Kein & Aber, 2003, ISBN 978-3-036952-15-4
- Die geheimen Tagebücher (Samuel Pepys). Eichborn, 2004, ISBN 978-3-821837-42-0
- „Dat kann donnich gesund sein“ – Else Stratmann über Sport,... (Elke Heidenreich), Rowohlt, 2004, ISBN 978-3-499238-05-5
- „Darf’s ein bißchen mehr sein?“ – Else Stratmann wiegt ab (Elke Heidenreich), Rowohlt, 2005, ISBN 978-3-499238-50-5
- „Mit oder ohne Knochen?“ – Das Letzte von Else Stratmann (Elke Heidenreich), Rowohlt, 2005, ISBN 978-3-499239-97-7

### Ausstellungskataloge
- 70 x die volle Wahrheit – Ein Querschnitt durch die bundesdeutsche Karikatur der Gegenwart (Carikatura 1987, Kassel), Zinnober, 1987, ISBN 3-89315-001-3
- Kleine Nachtmusik (Stadtmuseum Ludwigshafen u. a.), Kein & Aber, 1999, ISBN 3-906542-13-0
- Komische Kunst (Wilhelm-Busch-Museum Hannover), Kein & Aber, 2003, ISBN 978-3-03-695218-5
- Komische Welten (Caricatura Museum für Komische Kunst, Frankfurt a. M.), Edel Edition, 2008, ISBN 978-3-86803-297-0

### Beiträge in Sammelwerken
- Neue Pullover Comics. Semmel Verlach, 1984, ISBN 3-933969-19-X, zusammen mit Brösel, Volker Reiche, Burkhard Fritsche, Jörg Drühl, Michael Gutmann
- Ko-Li-Bri Lesebuch – Band 1. Semmel Verlach, 1985, ISBN 3-922969-27-5, zusammen mit Richard Kähler, Hans-Werner Saalfeld u. a.
- Beziehungskisten. Elefanten Press, 1985, ISBN 3-88520-166-6
- Ko-Li-Bri Lesebuch – Band 2. Semmel Verlach, 1986, ISBN 3-922969-34-8, zusammen mit Richard Kähler, Hans-Werner Saalfeld u. a.
- Eifersüchtig?, Elefanten Press, 1987, ISBN 3-88520-222-0
- PorNO? Si!Si! – Cartoons. Elefanten Press, 1988; ISBN 3-88520-281-6
- „Es gibt noch mehr wie Tennis auf dieser Welt“ – Comics und Cartoons aus Kowalski 1987-1990. Semmel Verlach, 1991, ISBN 3-89460-011-X
- Der Rabe 36. Haffmans, 1993
- Alice im Comicland. Edition Moderne, 1993, ISBN 3-907010-73-6, hrsg. von Irene Mahrer-Stich
- Genschman war Engholms Lutscher bei Thomas Gottschalk – Die besten Titanic-Satiren aus sieben Jahren, 1987-1994. Elefanten Press, 1995, ISBN 3-88520-568-8, hrsg. von Hans Zippert
- Unglücksfälle und andere Verbrechen. Edition Moderne, 1996, ISBN 3-907010-93-0, zusammen mit Lorenzo Mattotti, Jacques de Loustal, Kamagurka
- Der Rabe 48 – Der Geld-und-Gold-Rabe. Haffmans, 1997

### Arbeiten in Zeitschriften und Zeitungen
- Stern
- Titanic (Satiremagazin), u. a.: Cover (11/85, 3/90, 8/93), Ko-Li-Bri (3/81-3/87), Sondermann (9/87-8/04)
- Reformhauskurier (Alex der Rabe, bis 2003)
- Kowalski
- Tages-Anzeiger (Zürich), Magazin (Samstagsbeilage)
- Die Zeit (einzelne Illustrationen, zuletzt in Ausgabe 48/2004)
- Die Zeit – ZEIT-Magazin (Illustrationen, 1994–1999)
- De Volkskrant Magazine (Magazin zur Zeitung de Volkskrant in den Niederlanden)

### Comics
- Pardon, Heft 7/78
- Rad ab!, Band 1+2 (Rad ab! Verlag)
- Hinz & Kunz Komix, Hefte: 3, 4, 5, 6, 7, 9, 10, 11 – 1979 ff (Volksverlag)
- U-Comix, Sonderband 24 (Anthologie: Deutsche Zeichner), 1979 (Volksverlag)
- Zomix – Deutsches Komiks Heft, Heft 8, 1980 (Ewald Lang)
- Zebra, Nr. 14 (Oktober 1997)

### Buchumschläge
- Wenedikt Jerofejew: Die Reise nach Petuschki, Kein & Aber, 1998, CDs im Schuber
- Literarische Streifzüge durch Schlemmertempel und Tavernen (Hrsg.: Manfred Schiefer, Karin Simon), Ars vivendi, 1995
- Erich Kästner: Werke in neun Bänden, Hanser, 1998
- Wenedikt Jerofejew: Die Reise nach Petuschki, Piper, 1998
- Wiglaf Droste: Zen-Buddhismus und Zellulitis, Kunstmann, 1999
- Hermann Kesten: Gesamtausgabe, Steidel, 1999
- Wiglaf Droste: Bombardiert Belgien & Brot und Gürtelrosen, Reclam, 2002
- Leo Perutz: Der schwedische Reiter, Paul Zsolnay Verlag, 2002
- Leo Perutz: Nachts unter der steinernen Brücke, Paul Zsolnay Verlag, 2002
- Leo Perutz: Der Marques de Bolibar, Paul Zsolnay Verlag, 2004
- Elke Heidenreich: Geschnitten oder am Stück, Rowohlt 2004
- Elke Heidenreich: Datt kann donnich gesund sein, Rowohlt 2004
- Elke Heidenreich: Darf’s ein bißchen mehr sein?, Rowohlt 2004
- Elke Heidenreich: Also..., Rowohlt 2004
- Elke Heidenreich: Kein schöner Land, Rowohlt 2004
- Venedikt Erofeev: Moskau Petuski, Kein & Aber, 2004, CDs im Schuber
- Axel Simon: Tatütata für Peter Sputnik, Rowohlt 2009

VIII. Sonstiges
- Kalender: Komische Zeiten im Jahr 2002, 2003, 2004, 2005, (alle Kein & Aber)
- Werbung: Renault Kangoo

## Auszeichnungen
- 1998 Max-und-Moritz-Preis als bester deutschsprachiger Comic-Künstler

## Ausstellungen
- 1999: Stadtmuseum Ludwigshafen: Kleine Nachtmusik
- 2001: Oldenburger Kunstverein: Dreitracht Frankfurt
- 2004: Wilhelm-Busch-Museum, Hannover
- 2005: Caricatura Museum für Komische Kunst, Frankfurt am Main
- 2005: Cartoonmuseum Basel: Sondermann kommt
- 2005: Oldenburger Kunstverein: Schwarz, Brot, Gold
- 2006: Fumetto, Luzern
- 2006: Caricatura, Kassel
- 2008: Caricatura Museum für Komische Kunst, Frankfurt a. M., Eröffnungsausstellung 3. Oktober 2008
- 2009: Olaf-Gulbransson-Museum Tegernsee
- 2017: Landesmuseum für Kunst und Kulturgeschichte Oldenburg, im Rahmen von: Faszination Bewegtes Blech – Sammlerspielzeug des 20. Jahrhunderts
- 2024: Caricatura Museum für Komische Kunst, Frankfurt am Main